# Gubernatorzy Jersey
Chronologiczna lista wszystkich gubernatorów Jersey według okresu sprawowania urzędu:
| Godfrey Charles Mundy                | 1857–1860    |
| Robert Percy Douglas                 | 1860–1862    |
| B. Loch [tymczasowo]                 | 1862–1863    |
| Burke Douglas Cuppage                | 1863–1868    |
| Philip Melmoth Nelson Guy            | 1868–1873    |
| William Sherbrooke Ramsay Norcott    | 1873–1878    |
| Lothian Nicholson                    | 1878–1883    |
| Henry Wray                           | 1883–1887    |
| Charles Brisbane Ewart               | 1887–1892    |
| Edwin Markham                        | 1892–1895    |
| Edward Hopton                        | 1895–1900    |
| Henry Richard Abadie                 | 1900–1904    |
| Hugh Sutlej Gough                    | 1904–1910    |
| Alexander Nelson Rochfort            | 1910–1916    |
| Alexander Wilson                     | 1916–1920    |
| William Douglas Smith                | 1920–1924    |
| Francis Richard Bingham              | 1924–1929    |
| Edward Henry Willis                  | 1929–1934    |
| Horace de Courcy Martelli            | 1934–1939    |
| James Murray Robert Harrison         | 1939–1940    |
| okupacja niemiecka                   | 1940–1945    |
| L.A. Freeman                         | 1945         |
| Arthur Edward Grasett                | 1945–1953    |
| Randolph Stewart Gresham Nicholson   | 1953–1958    |
| George Watkin Eben James Erskine     | 1958–1964    |
| John Michael Villiers                | 1964–1969    |
| John Gilbert Davis                   | 1969–1974    |
| Geoffrey Richard Desmond Fitzpatrick | 1974–1979    |
| Peter John Frederick Whiteley        | 1979–1985    |
| William Thomas Pillar                | 1985–1990    |
| John Matthias Dobson Sutton          | 1990–1995    |
| Michael John Wilkes                  | 1995–2001    |
| John Cheshire                        | 2001–2006    |
| Andrew Ridgway                       | 2006–2011    |
| John McColl                          | 2011 – nadal |